# (18180) Irenesun
(18180) Irenesun (2000 QB30) – planetoida z pasa głównego asteroid okrążająca Słońce w ciągu 3,29 lat w średniej odległości 2,21 j.a. Odkryta 25 sierpnia 2000 roku.